# Dajr Atijja (Egipt)
Dajr Atijja – miejscowość w Egipcie, w muhafazie Al-Minja, w dystrykcie Al-Minja. W 2006 roku liczyła 5380 mieszkańców.